# Slatina (kraj ustecki)
Slatina – miejscowość i gmina (obec) w Czechach, w kraju usteckim, w powiecie Litomierzyce. W 2022 roku liczyła 267 mieszkańców.